# Sacco di Roma
Sacco di Roma je italské označení pro vyplenění Říma v roce 1527. Toto pojmenování se používá v české historiografii relativně často a používá se i v řadě zejména středoevropských jazyků. Toto označení má tu výhodu, že nemusíme upřesňovat kdy k němu došlo. V onen čas se již běžně v Itálii používala toskánština, základ dnešní italštiny, a v ní se o onom plenění psalo. Kdežto o předchozích vypleněních Říma se psalo nejvíce latinsky. Drancování města začalo 6. května 1527 a trvalo až do září téhož roku.

## Předehra – války Cognacké ligy

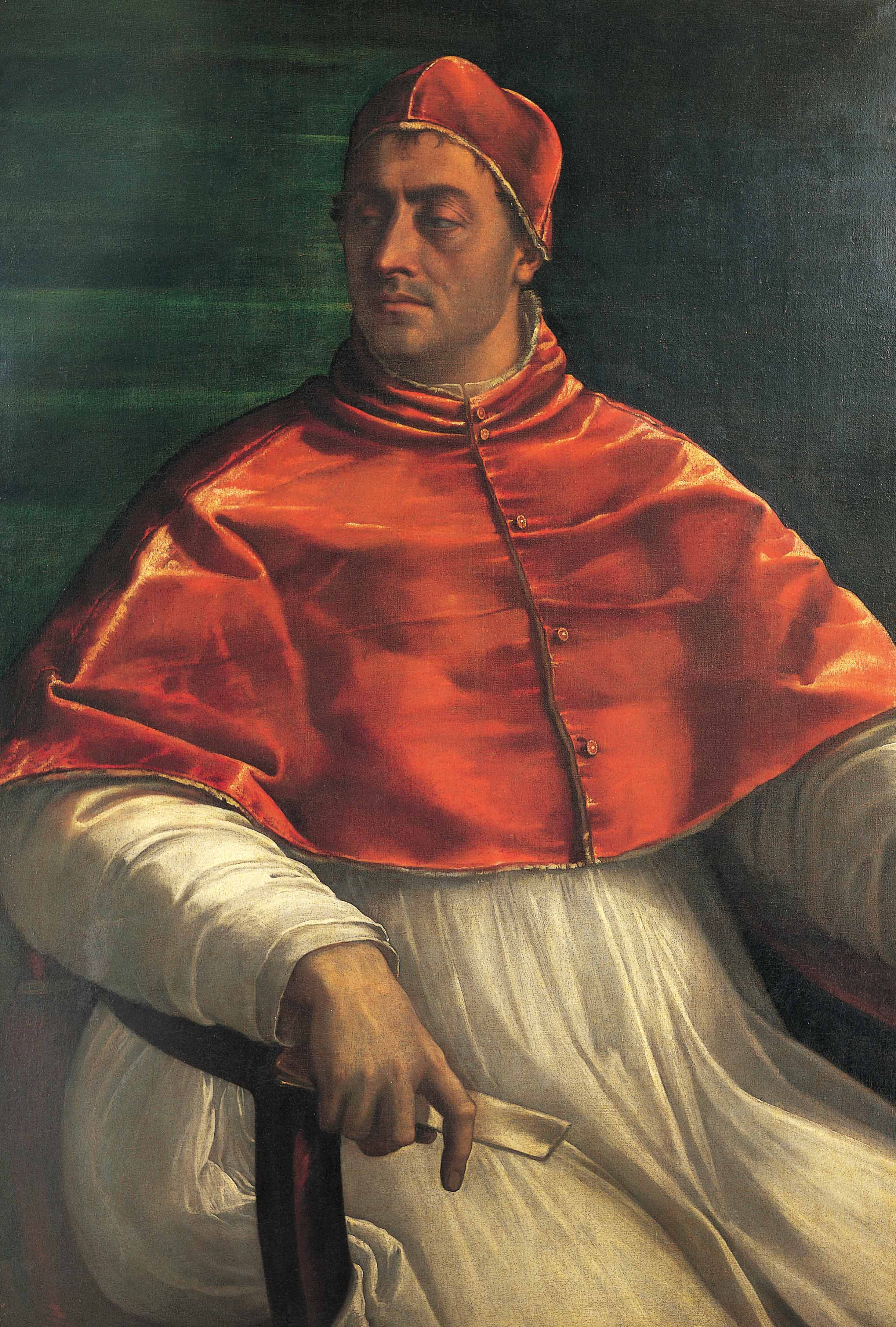
Papež Klement VII., malba Sebastiano del Piombo kolem roku 1526, Museo di Capodimonte, Neapol

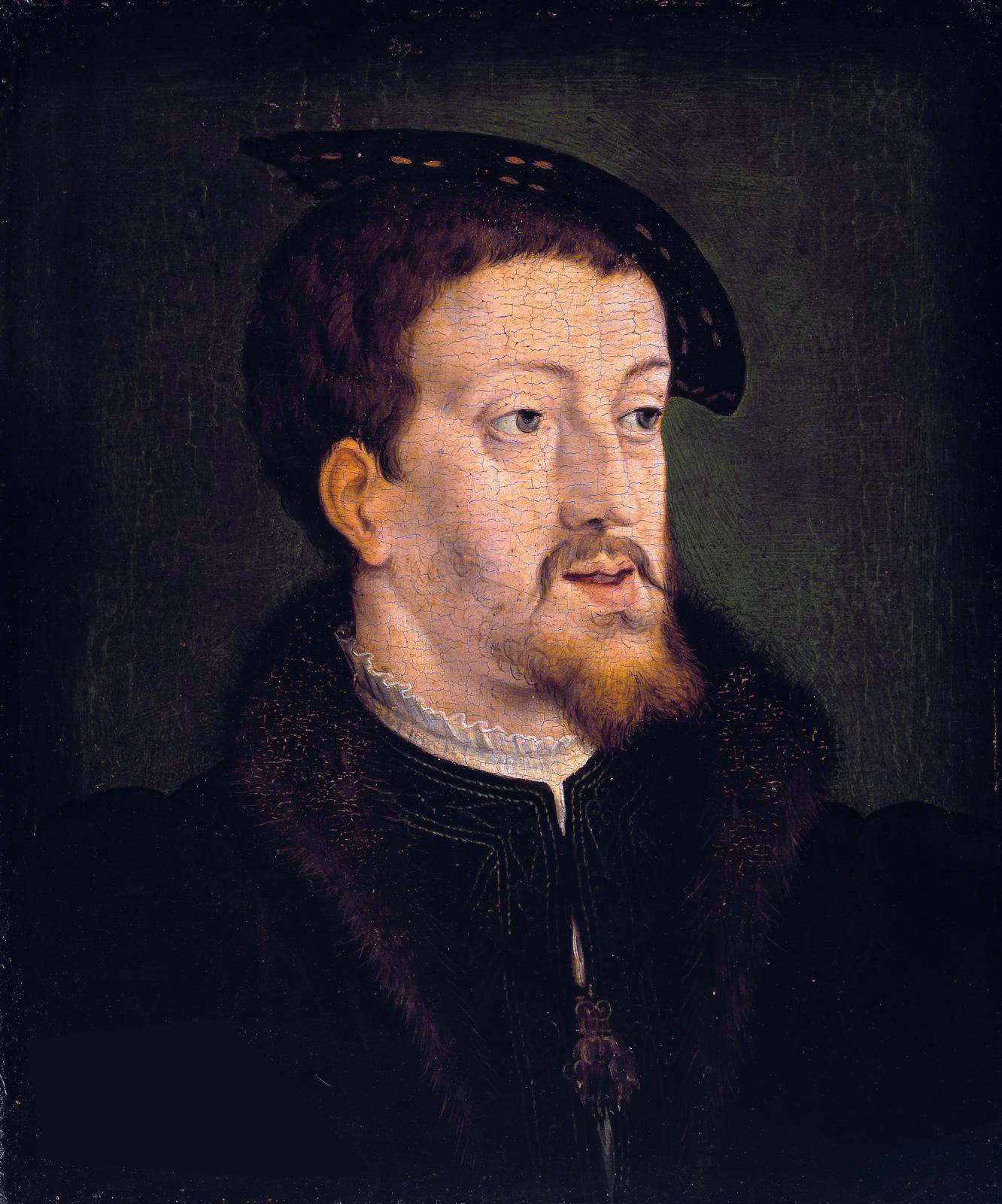
Karel V. okolo roku 1530

Habsburkové od konce 15. století do půle 17. století usilovali o nadvládu v západní, střední a jižní Evropě, čemuž po celou tuto dobu oponovali ostatní vládcové či stavy některých "habsburských" zemí. Ve většině historiografií se tyto války označují jakožto Italské války, protože vždy se bojové akce vedly i v Itálii a často jen v Itálii. V letech 1516–1556 byly tyto habsburské snahy zosobněny císařem Karlem V. V letech 1526–1530 proti nim byla uzavřena Cognacká liga, podle místa dojednání, jejímiž členy byli Francie, papež Klement VII., Benátská republika, Anglie, Milánské vévodství a Florentská republika.
Cognacká liga byla po počátečních úspěších (obsazení Lodi) poražena vojsky Karla V. v síle 34 000 mužů, které byly tvořeny 6 000 Španěly pod vedením vévody Karla III. Bourbonského (connétabla Francie, který se poté, co bylo dědictví po jeho ženě konfiskováno králem Františkem, přidal ke Karlu V.) – vrchního velitele, 14 000 landsknechtů pod Georgem von Frundsberg, italskou pěchotou vedenou Fabriziem Maramaldou, Sciarrou Colonnou a Luigim Gonzagou a jízdou vedenou Ferdinandem Gonzagou a Filibertem z Châlonu, princem Oranžským. Císař Karel V., prakticky v trvalé finanční tísni – přes vládu v mnoha bohatých zemích a zlato a stříbro z Amerik, neměl dost peněz na výplatu žoldu.
Vojáci onen dlužný žold – jak bylo tehdy (a nejen tehdy) zvykem – chtěli dostat od poražených a to měl být zejména papež. Papežské síly vedené Francescem Guicciardinim nebyly s to klást efektivní odpor, a tak se císařští ocitli před městem Římem. Řím měl kolem 53 000 obyvatel, sotva šestina byli Římané, čtvrtina byli mimoitalští a zbytek byli Italové. Obyvatelé různých rioni (čtvrtí) spolu necítili příliš sounáležitosti. Colonnové půl roků předtím napadli Vatikán. Vůle ke společné obraně nebyla, obrana nebyla organizována.

## Sacco di Roma

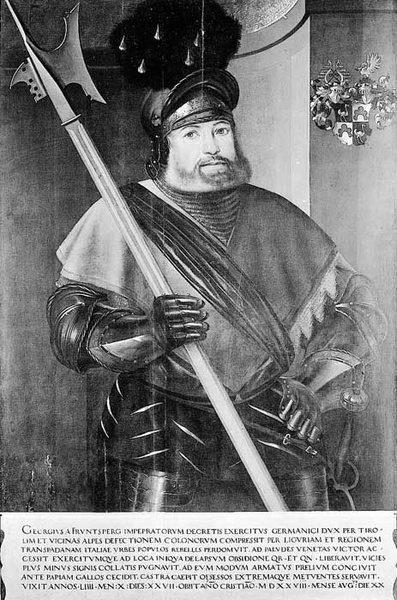
Frundsberg, rytina Christoph Amberger

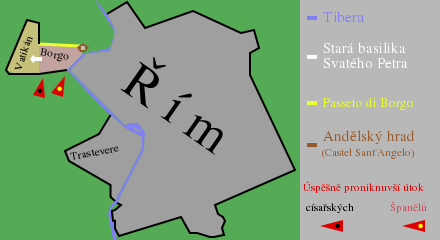

Velmi brzy ráno, když okolí hradeb a je samotné, včetně útočníků, zahalovala mlha, po prvním neúspěšném, při druhém pokusu o dobytí hradeb, byl oblíbený vrchní velitel vévoda Karel Bourbonský, nosící bílý plášť, aby ho jeho vojáci poznali (bohužel ale i nepřátelé), zasažen výstřelem, k němuž se později hlásil Benvenuto Cellini, jenž řídil papežskou dělostřelbu, a zabit, což vojáky „dost naštvalo". Prudkým útokem, kdy papežští pro onu mlhu nemohli použít dělostřelectvo na střeše Andělského hradu, na nějž při obraně spoléhali, byly hradby Říma ztečeny. Papež na poslední chvíli utekl chodbou na vrchol hradby Borga a po ní visutým chodníkem (Passetto di Borgo) do Andělského hradu. Aby mu to umožnili, kladli švýcarští gardisté statečně velmi tuhý a houževnatý odpor: ze 189 jich přežilo jen 42. Císařští vojáci Andělský hrad obléhali a dobývali, ale nikterak s velkou vervou: jejich hlavní zájem byla kořist. Ještě během téhož dne bylo dobyto Trastevere. Most z něj –San Sisto – nebyl ani opevněn, ani zbořen: císařští přešli na druhou stranu řeky, přes platonickou snahu oddílu jízdy. V křivolakých a úzkých uličkách by se dalo bránit velmi účinně, ale nebránilo se. Philibert ze Châlonu princ Oranžský, na kterého přešlo velení po vévodovi Karlu III. Bourbonském, nebyl tak oblíbený jako on a neměl jeho autoritu: jeho rozkaz, aby se po třech dnech přestalo s rabováním neměl valného efektu. Část landsknechtů byli protestanti a ti ničili i to, co se nedalo odnést a bylo podle nich známkou nepřiměřeného luxusu církve či modloslužebnými předměty. Řada památek byla zničena. Obyčejní obyvatelé Říma, zejména ti, kterým se dalo sebrat více a hlavně klérus a především kuriální byli vystaveni násilí postupně různých jednotek a zabíjeni. Ti, kteří již neměli čím zaplatit, museli vystavit směnky. Katoličtí španělští vojáci v tom za svými německými protestantskými spolubojovníky nezaostávali, právě naopak. Je zajímavé, že v převečer více než sta let sektářských válek mezi katolíky a protestanty v mordování a loupení v papežském Římě byli katoličtí a protestantští vojáci Jeho Nejkatoličtějšího Veličenstva v podstatě dosti svorní. Zhruba 20 000 obyvatel Říma zemřelo násilnou smrtí nebo na následky nemocí. Velmi mnoho uprchlo nebo odešlo, jakmile to šlo. Počet obyvatel klesl na polovinu. Ještě nejméně tři století strašily římské matky své děti Barbonem, což bylo zkomolené jméno Bourbona (vévody Karla).

## Následky

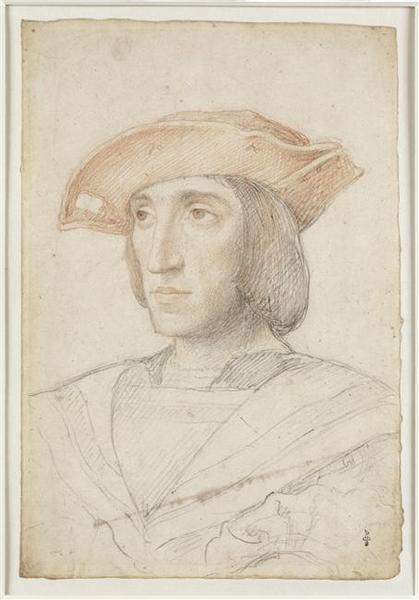
Karel III. Bourbonský, předpokládaný portrét Jean Clouet

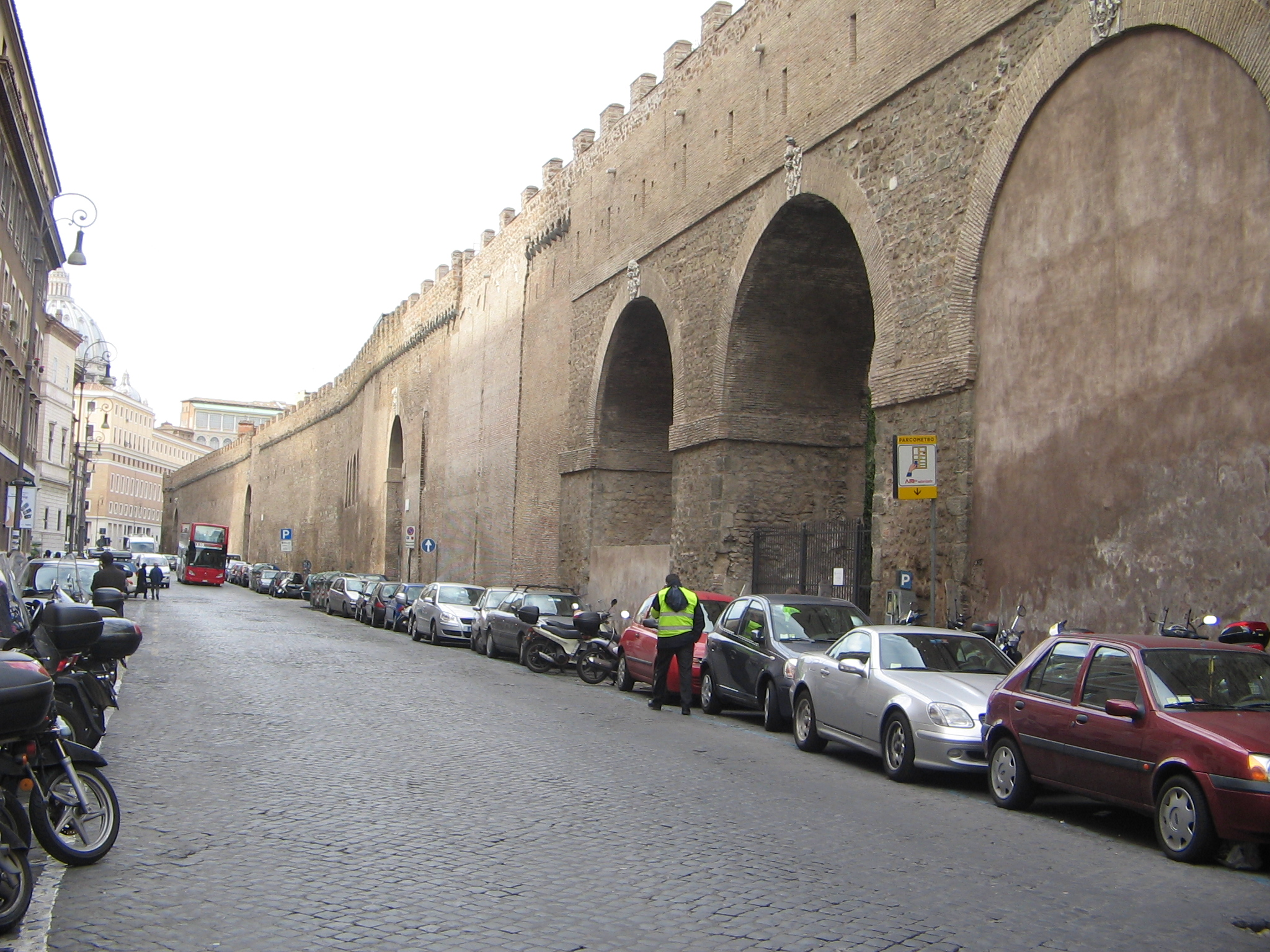
Passetto di Borgo

Pro své katolictví, jež bylo i vírou většiny jeho poddaných, nemohl císař Karel V. papeže zajmout. Dostal se do nezáviděníhodné situace, vlastně oba. Císař Karel „musel” papeže respektovat a papež zase nemohl být ponížen, ale ani provokovat k rasantnějšímu postupu vůči sobě. Proto bylo dobývání Andělského hradu docela vlažné. Papež se posléze vzdal. Souhlasil, že za svůj život zaplatí výkupné 400 000 dukátů, další podmínkou bylo, že postupuje Parmu, Piacenzu, Civitavecchiu a Modenu říši. Zrovna tak součástí dohody bylo, že papež zruší „všechna odsouzení, exkomunikace, tresty či interdikty, zákazy, jež si (kapitáni a vojáci) mohli přivodit za skutky spáchané dříve proti Jeho Svatosti a apoštolskému stolci”. Rukojmí v Andělském hradu – papež i kardinálové – utekli komínem, když měli být hlídáni Španěly. Útočiště potom papež našel v Orvietu, ve svém paláci a svém městě (dokonce ze strachu z obléhání císařskými nechal kopat velmi hlubokou studnu) – byl ale de facto v zajetí: vojskům Karla V. by nedalo příliš práce Orvieto dobýt a jinam nebylo kam utéci. Francouzský maršál Lautrec se až v srpnu objevil na severu Itálie, minul Řím a zamířil k Neapoli, kde mnoho nedokázal a zanedlouho zemřel. Císař své vojáky stále spíše neplatil než platil. Byl ve Španělsku, takže, když už něco rozhodl, tak se to na bojištích hned tak nedověděli, zvláště když Janované byli členy proticísařské Cognacké ligy (zanedlouho přešli na druhou stranu) a blokovali přístavy. Další císařova armáda vedená vévodou z Brunswicku, která měla opanovat střed Lombardie, byla u Lodi odražena Gian-Paolem Sforzou. Papež se „tak trochu” stal císařovým kaplanem, což se například projevilo v kause nezrušení sňatku tety císaře Karla Kateřiny Aragonské a Jindřicha VIII., přestože byl (Jindřich) papežovým spojencem – to spojuje Sacco di Roma se vznikem a rozmachem protestantismu v Anglii: následně v budoucnu nejsilnější protestantské velmoci. Mír mezi papežem a císařem byl nastolen Smlouvou z Barcelony z roku 1529, která mimo jiné Medicejským vrátila Florencii – jen ji bylo třeba společnými silami dobýt. V srpnu 1530 uzavřeli císař Karel a francouzský král František I. mír v Cambrai. Papež Klement na znamení smutku kvůli Saccu di Roma (podobně jako předtím papež Julius II. kvůli nesvobodě Itálie) začal nosit plnovous a po něm i ostatní církevní hodnostáři. Ovzduší ve Vatikánu se změnilo: jeho vyjádřením byla i Michelangelova freska Poslední soud a papežové byli i svolnější ke svolání všeobecného reformního koncilu (konal se potom v Tridentu).

## Ohlasy v kultuře
Švédská power metalová skupina Sabaton složila píseň "The Last Stand", která opěvuje hrdinský boj papežské švýcarské gardy během Sacco di Roma.